# حرائق غابات كازاخستان 2022
حرائق غابات كازاخستان 2022 هي سلسلة من حرائق غابات في كازاخستان التي بدأت في البداية في أوبليس كوستناي في بداية سبتمبر 2022 وانتشرت بسرعة على مساحات شاسعة من الأرض حيث تأثرت حوالي 9400 هكتار بحلول ليلة 3 سبتمبر.